# Combinatorial Chemistry & High Throughput Screening
Combinatorial Chemistry & High Throughput Screening (abrégé en Comb. Chem. High Throughput Screen.) est une revue scientifique à comité de lecture qui publie des articles sur la chimie combinatoire.
D'après le Journal Citation Reports, le facteur d'impact de ce journal était de 1,222 en 2014. Le directeur de publication est Richard B. van Breemen (Université de l'Illinois à Chicago, États-Unis).